# Chorisodontium magellanicum
Chorisodontium magellanicum là một loài Rêu trong họ Dicranaceae. Loài này được (Cardot) E.B. Bartram mô tả khoa học đầu tiên năm 1937.